# Indisk dvärguv
Indisk dvärguv (Otus bakkamoena) är en fågel i familjen ugglor inom ordningen ugglefåglar.

## Kännetecken

### Utseende
Indisk dvärguv är en 23-25 cm lång uggla som förekommer i en gråbrun och en rostfärgad form. Den liknar orientdvärguven, men skiljer sig genom större storlek, tydligt beigefärgad krage kantad i mörkbrunt, något finare streckad under och svagare beigefärgade fläckar på skapularerna. Ögonen är vanligtvis mörkorange eller bruna, men kan vara gula som orientdvärguvens. Kinesisk dvärguv är mycket lik, dock något kraftigare tecknad med kortare streck.

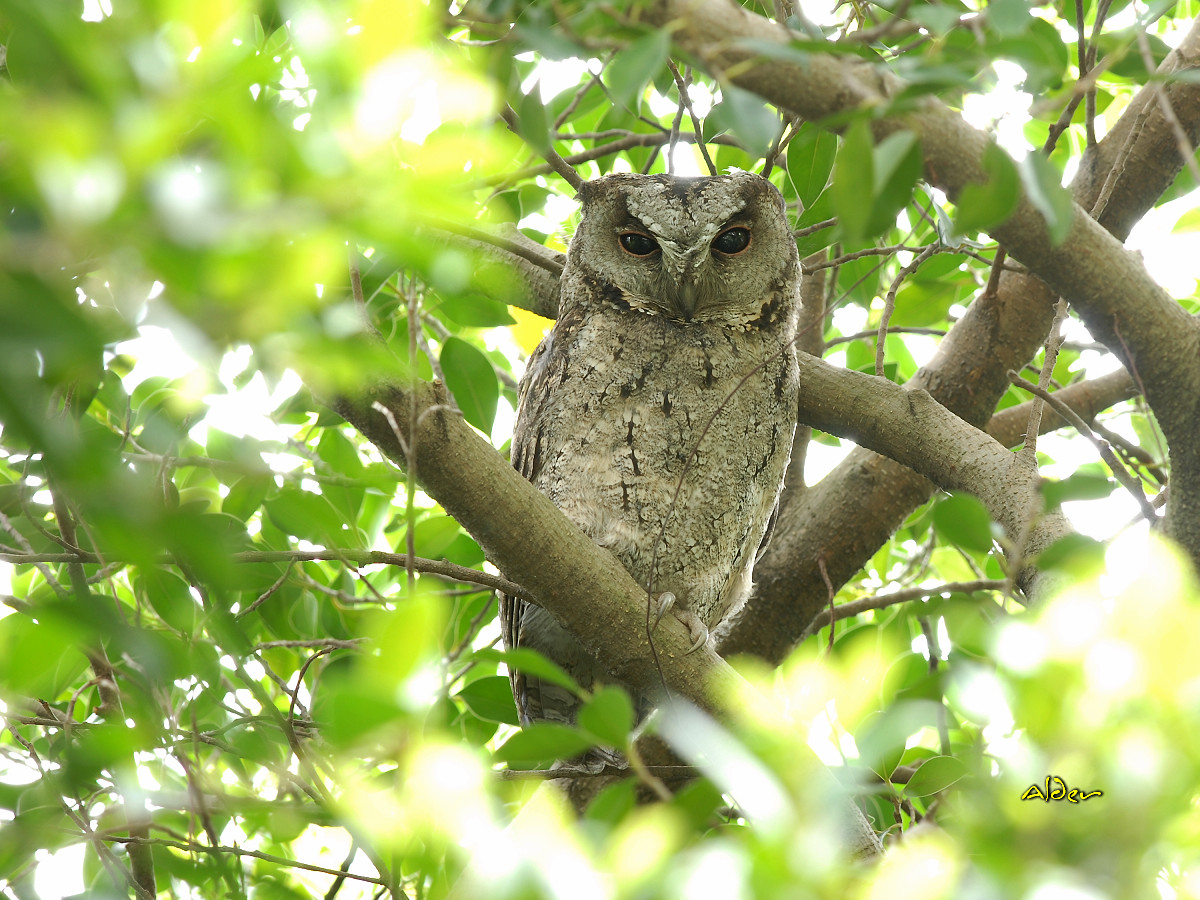

### Läten
Lätet är ett grodlikt, dämpat och stigande eller frågande "whuk?" som upprepas oregelbundet.

## Utbredning och systematik
Indisk dvärguv delas in i fem underarter med följande utbredningsområde:
- Otus bakkamoena deserticolor – södra Pakistan och eventuellt i sydöstra Iran, dock inga säkra fynd[5]
- Otus bakkamoena gangeticus – nordvästra Indien till låglänta områden i Nepal
- Otus bakkamoena marathae – centrala Indien
- Otus bakkamoena bakkamoena – södra Indien och Sri Lanka

Tidigare inkluderas även kinesisk dvärguv (O. lettia), sundadvärguv (O. lempiji) och japansk dvärguv (O. semitorques) med underarter i Otus bakkamoena och vissa gör det fortfarande. De urskiljs dock idag oftast som egna arter, främst baserat på skillnader i läten. Taxonet plumipes fördes tidigare till indisk skrikuv, men har flyttats till kinesisk dvärguv på utseendemässiga grunder.

## Levnadssätt
Indisk dvärguv förekommer i skogsområden upp till 2400 meters höjd, alltifrån tät skog till ungskog, lundar intill städer och jordbruksbygd samt i trädrika trädgårdar. Den är starkt nattaktiv och tillbringar dagen gömd i tätt lövverk i ett träd, ofta intill stammen, eller i ett trädhål. Födan består huvudsakligen av ryggradslösa djur som skalbaggar, gräshoppor och andra insekter. Fågeln häckar mellan december och maj, oftast under regnperioden i södra delen av utbredningsområdet.

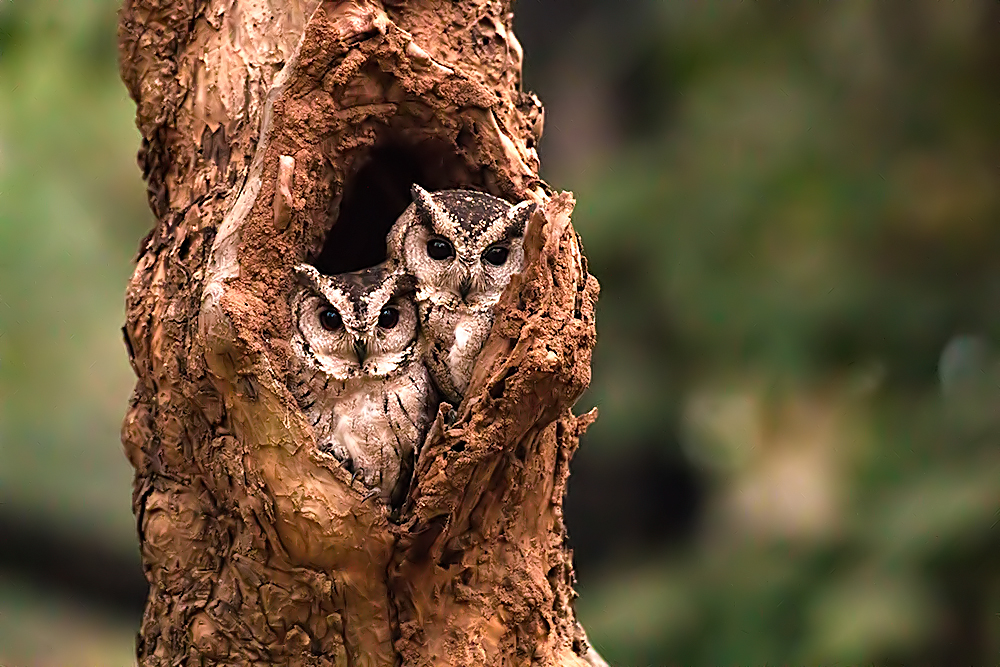
I Madhya Pradesh, Indien.

## Status och hot
Arten har ett stort utbredningsområde och en stor population med stabil utveckling och tros inte vara utsatt för något substantiellt hot. Utifrån dessa kriterier kategoriserar internationella naturvårdsunionen IUCN arten som livskraftig (LC). Världspopulationen har inte uppskattats men den beskrivs som vanlig och vida spridd.

## Namn
Fågelns vetenskapliga artnamn bakkamoena kommer från singalesiska Bakamūnā för olika sorters större ugglor. På svenska har den även kallats indisk kragdvärguv.